# Nââ numèè
Nââ numèè o Kwényi, també anomenada numee o kapone (Maurice Leenhardt), és una llengua austronèsia parlada majoritàriament a l'àrea tradicional de Djubéa-Kaponé, als municipis de Yaté, Mont-Dore i île des Pins, a la Província del Sud, Nova Caledònia. Té uns 2.200 parlants nadius. Probablement és la llengua que va donar nom a la capital del territori, Nouméa.
També porta el nom de xêrê (Yaté), de wêê (illa Ouen) o kwênyii (île des Pins). En comptes de dir-la nââ numèè, els parlants li donen el nom de la vila on viuen: nââ xéré « llengua de Goro » o nââ truauru « llengua de Touaourou ». Les viles de Goro i de Touaourou parlen la mateixa llengua. Una variant poc diferenciada és parlada a l'illa Ouen i és anomenada nââ wêê. El dialecte de l'illa dels Pins, nââ kwenyii, és força distint, encara que és intel·ligible amb els altres dialectes.
Sembla que està força relacionada amb la llengua veïna nââ drubéa, ja que són unes de les poques llengües austronèsies que tenen tons.